# Leandro Sepla y Oro
Leandro Sepla y Oro, también conocido como  Leandro Zepla y Oro o  Leandro Sefla y Oro o  Leandro Sepia y Oro. Nacido el 18 de agosto de 1738, en la parcialidad de Licán y Macají, Riobamba, provincia de Chimborazo y fallecido en octubre de 1810.

## Biografía
Hijo de Valentín Sepla y Netela y Esperanza Sepla y Guaiña, fue bautizado el 24 de agosto de 1738
Hacia 1800, fue cacique gobernador, de las parcialidades de la real corona de la ciudad de Quito, villa de  Ibarra, asiento de Otavalo y de los pueblos de Licán y Macají -pertenecientes ancestralmente a los indígenas quintos asentados ahí- , gobernador indígena de la villa de Riobamba y regidor perpetuo de los pueblos de los Asacos.
Dedicado al servicio de las autoridades españolas y a la defensa de los intereses de su comunidad indígena, posee un lugar en la historia de la ciudad de Riobamba y del Ecuador, junto a José Antonio de Lizarzaburu y a Francisco Luis Héctor de Carondelet  V barón de Carondelet, al ser los principales artífices del reasentamiento de la nueva Riobamba. Asociado a ellos, trazó las calles de la actual ciudad y ayudó, con indios de su cacicazgo, al trasladado ordenado de los enseres y bienes de los riobambeños que adoptaron el llano de San Miguel de Agüisacte, en la llanura de Tapi, como el establecimiento de su nueva villa.
Fue gratificado al final de sus días, concediéndole los títulos de gobernador de naturales de Riobamba y de regidor del cabildo de Riobamba, y finalmente se le otorgó 3  caballerías de tierra por su perseverante trabajo durante 42 años en apoyo a la corona española.
En 1805, la corona le concedió el título de regidor perpetuo del cabildo de Riobamba; pero una parte de la aristocracia, olvidando sus servicios prestados, no concurrió a su posesión, "diciendo cómo había de sentarse en la banca con un Indio", según una carta dirigida por él al barón de Carondelet, el 17 de octubre de 1805.

## Amistad con Alexander von Humboldt
En  1802, Alexander von Humboldt visitó Riobamba donde interesó por el lenguaje que hablaban los incas, el quechua o quichua, entablando amistad con Sepla y Oro, del cual adquirió reseñas sobre la situación de los indígenas antes de la conquista española.
Humboldt narró, en su obra “Diarios de viaje en la Audiencia de Quito”, que un antecesor de SepIa y Oro, en el siglo XVI, habría redactado un manuscrito en lengua puruhá, con referencias sobre el estado de la provincia de Quito antes de la conquista por Túpac Yupanqui y que otro ascendiente habría traducido estas memorias al español. El evento más importante allí narrado habría sido la erupción del volcán Cápac Urcu o nevado de El Altar, como presagio del en cierne establecimiento de nuevos cultos.
Según Francisco José de Caldas, la traducción de estos manuscritos, al idioma español, se habría destruido en un incendio acaecido en la vivienda del cacique de Licán.